# Система спільного використання велосипедів

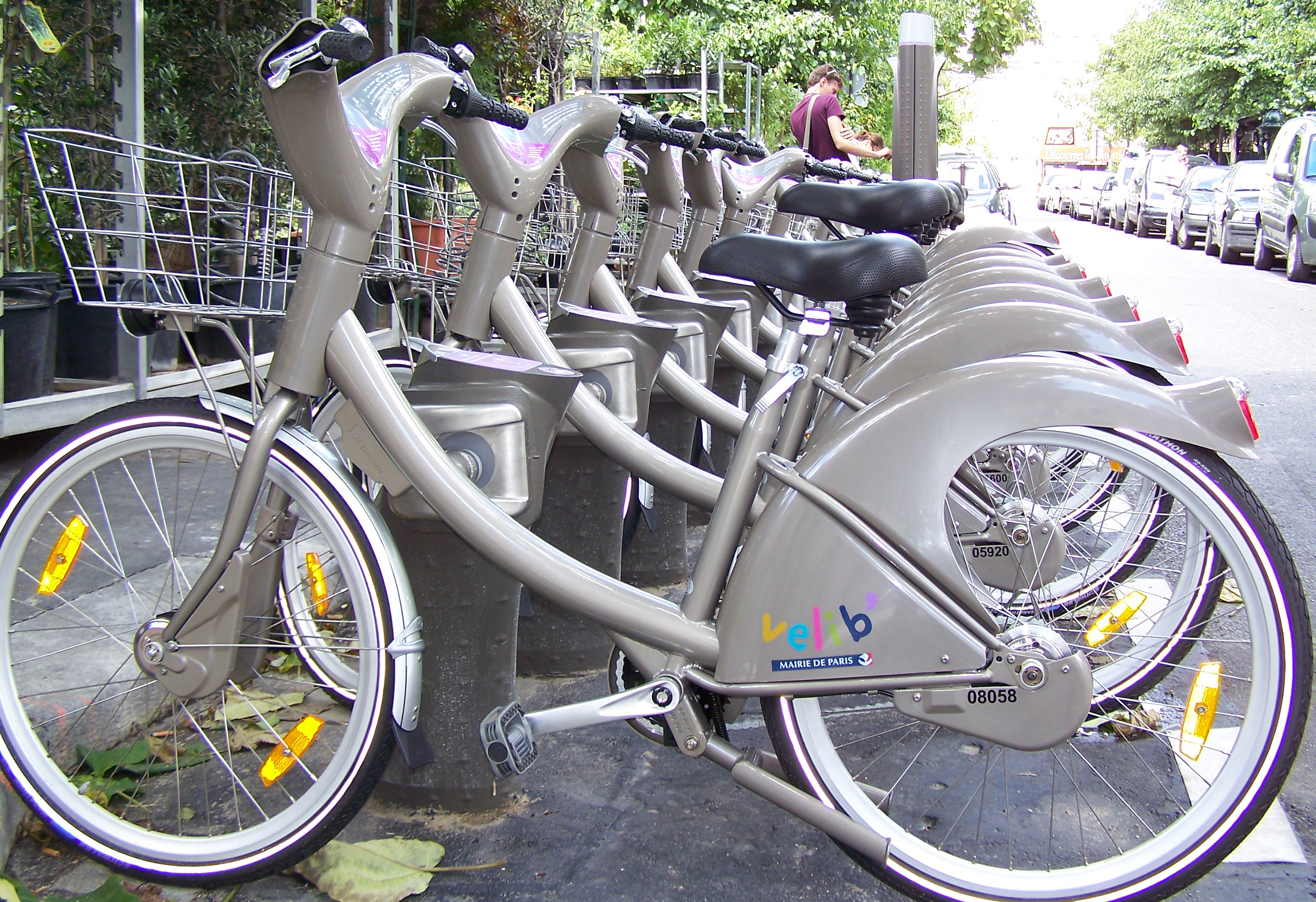
Паризька мережа Velib — найбільша система спільного використання велосипедів

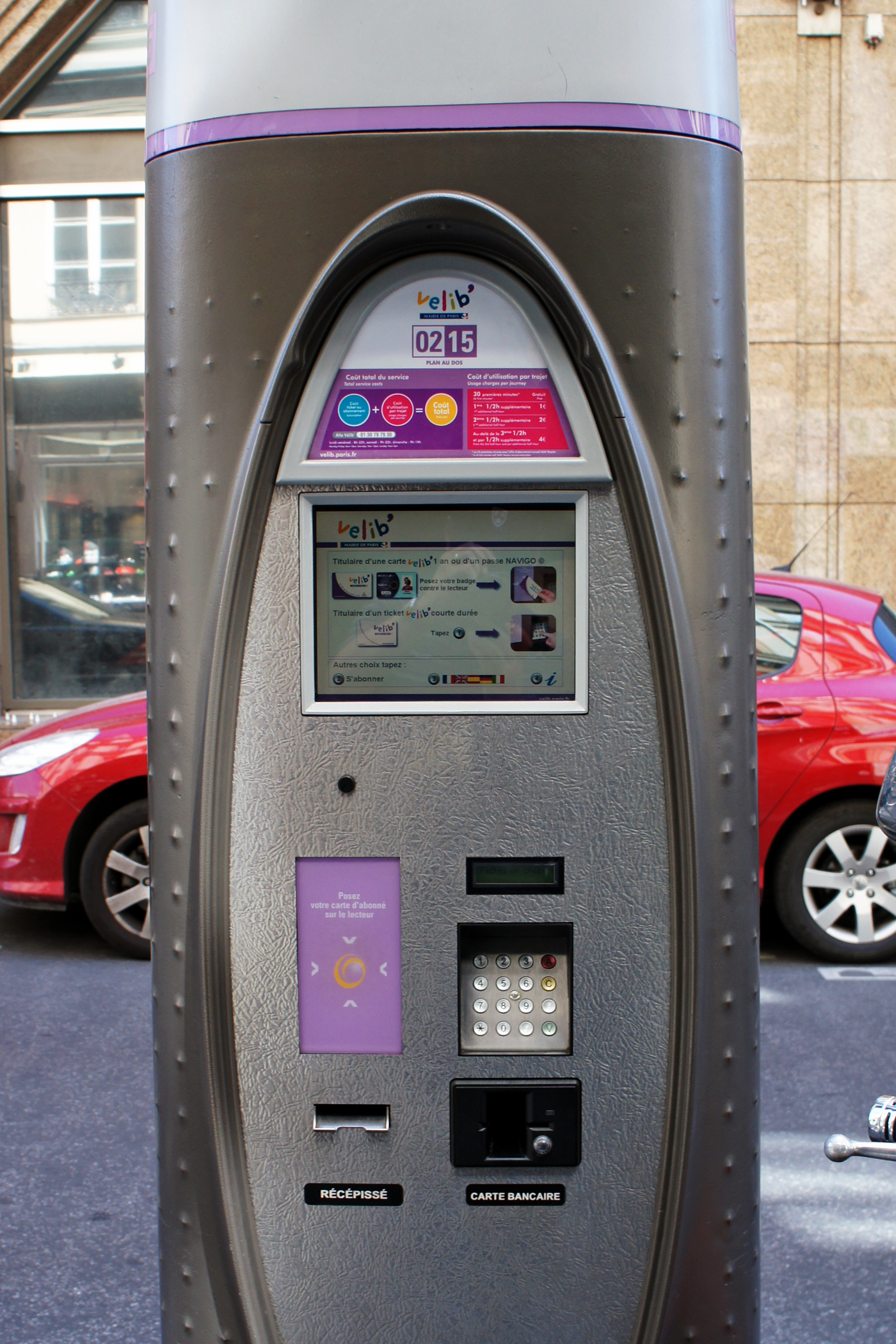
Термінал для смарт-карток на станції

Система спільного використання велосипедів (англ. Bicycle-sharing system; bike-sharing) — система прокату, що дозволяє орендувати велосипед на одній з автоматизованих станцій, а після поїздки повернути велосипед у будь-який пункт прокату, встановлений у цьому ж місті.
Такі системи існують у більшості великих європейських та північноамериканських містах. Їх метою є надання мешканцям, а також гостям (туристам) міста безоплатного або дешевого велотранспорту для короткочасних нетривалих поїздок. Головними цілями насамперед є поліпшення екологічної ситуації та покращення (розвантаження) транспортної системи міста.
Однією з найбільших систем спільного використання велосипедів є паризька мережа Velib, яка має більше 1200 пунктів (станцій) і 20 тисяч велосипедів. Ця мережа обслуговує щоденно близько 100 тисяч поїздок. Станції одна від одної розташовані на відстані 300 метрів.
Станом на червень 2014 року у світі існує більше 500 таких систем, які у своєму розпорядженні мають близько 800 тисяч велосипедів та більше 37 тисяч станцій обслуговування. Такі системи діють на всіх п'яти континентах у 50 країнах. Всього 712 міст.

## Історія

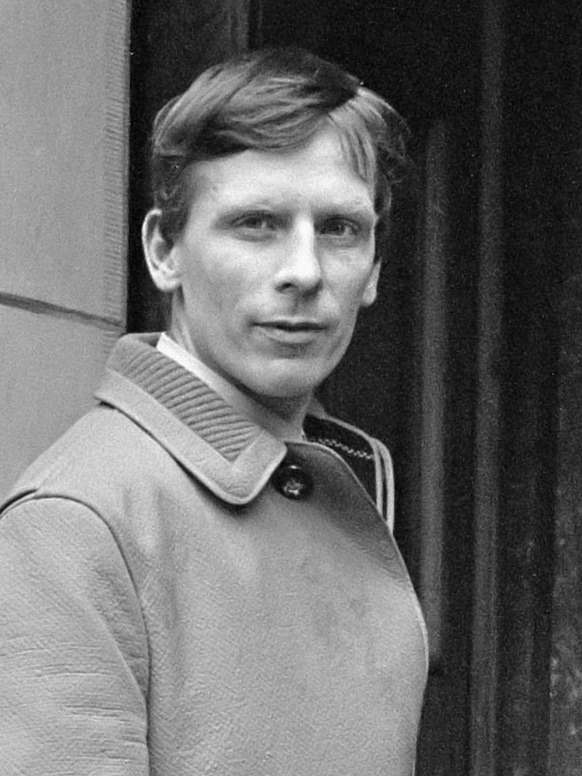
Лууд Шиммельпенінк — перша в світі людина, що запропонувала систему bike-sharing

У 1965 році Лууд Шиммельпенінк, нідерландський громадський та політичний діяч, запропонував першу в світі систему спільного громадського використання велосипедів. Пропозиція отримала назву «White Bicycle Plan». Вона мала на меті зменшити автомобільний трафік в Амстердамі, внаслідок якого повсякденно місто поринало у багатогодинні затори.
Згідно з планом Шиммельпенінка передбачалося, щоби 20 000 велосипедів, пофарбованих у білий колір, були встановлені на спеціальних станціях у громадських місцях по всьому місту і користуватися ними можна було безкоштовно. Проект одразу було направлено до міської влади Амстердама, проте вона його відхилила. Невдоволені її рішенням прихильники Шиммельпенінка почали фарбувати велосипеди у білий колір та залишати їх по всьому місту. Але поліція слідом за ними почала забирати ці велосипеди, аргументуючи це тим, що таким чином порушується муніципальне законодавство, за яким заборонено громадянам полишати приватну власність без нагляду.
У 1967 році Лууд Шиммельпенінк був обраний до муніципальної ради Амстердама, проте так і не домігся отримати політичної підтримки на користь свого плану. Тим не менш, хоча така широкомасштабна безкоштовна програма так і не була реалізована, вона дала поштовх для запровадження частково подібної безоплатної системи у Медісоні (штат Вісконсин, США) та Портленді (штат Орегон, США).
Подібна спроба втілити у життя систему Шиммельпенінка виникла у 1993 році в Ла-Рошелі (Франція). Була запропонована, а пізніше запроваджена, регульована програма, що передбачала право безкоштовного користування велосипедом декілька годин (не більше двох). У цьому ж році в Кембриджі (Англія, Велика Британія), з'явилася інша система прокату велосипедів, відома під назвою «велосипедна бібліотека».
На початку третього тисячоліття система «bike-sharing» активно почала розвиватися в усіх великих містах Європи та США, зокрема в США чимало зусиль до впровадження використання мережі прокату велосипедів та побудови для них велопаркінгу за рахунок комерційних будівель доклав тодішній мер Нью-Йорка — Майкл Блумберг.
Пізніше він писав:
|  | Кожен мер кожного міста, в якому з'являлася така система, говорив мені, що це найпопулярніше рішення, яке він коли-небудь втілював... |

## Типи

### Приватна система
Приватний велопрокат розрахований передовсім на одиночні поїздки пішохідними зонами, парками чи набережними. Основний його принцип — взяття велосипеда за певну оплату на декілька годин і повернення його по закінченні поїздки в те саме місце. Велосипеди можуть бути як різних типів, так і під різними брендами. Приватний велопрокат існує в багатьох країнах світу. Зазвичай це поодинокі пункти (станції), що мають різних власників.

### Централізована система
Централізована система має єдиного велооператора. Вона може бути створена як за муніципальною ініціативою, так і за приватною. Як комерційною, так і некомерційною. Ця мережа має численні пункти (станції), які мають від 10 і більше велосипедів. Зазвичай розташовані біля ключових об'єктів міста, пам'яток чи масового відвідування. Інколи біля навчальних закладів, транспортних вузлів. Основний принцип, на відміну від приватного велопрокату, взяття велосипеда в одному пункті (станції) і залишення в іншому. Оплата зазвичай погодинна і автоматизована. Інколи потребує внесення застави на випадок втрати велосипеда. Велосипеди централізованої мережі є єдиного зразка, однакової конструкції, з однаковим дизайном і під однаковим брендом.

#### Нерегульована система
Одна із систем «bike-sharing», за якої парк велосипедів знаходиться у вільному доступі і всі охочі можуть користуватися ним. Систему передбачено для задоволення соціальних потреб. Зазвичай територія для поїздок обмежена, має визначені кордони. Це може бути або студмістечко, або окремий район міста. Для прокату (взяття велосипеда) не передбачено оплати, обов'язкового членства чи посвідки особи.

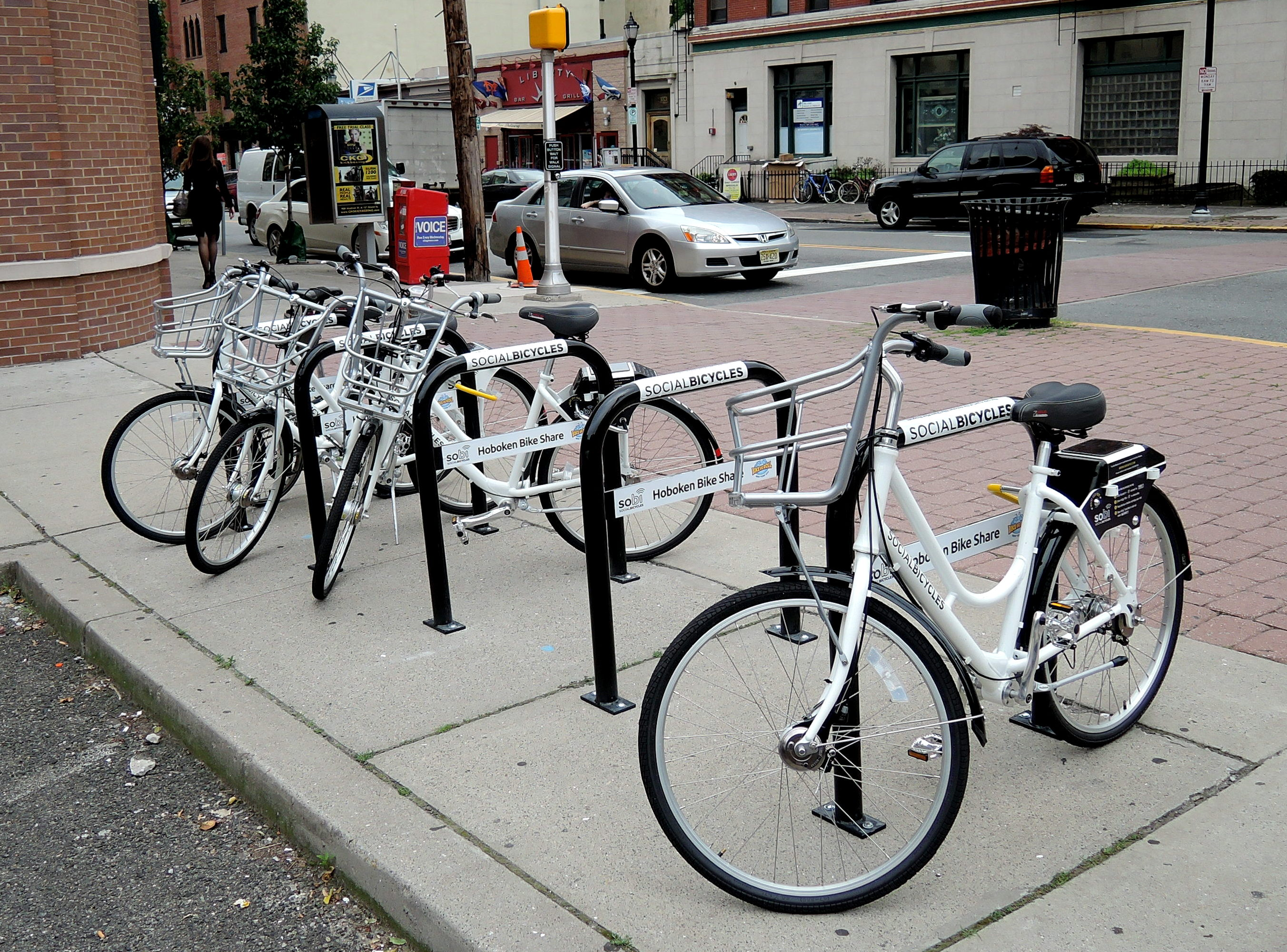
Соціальні велосипеди (Вашингтон, США)

#### Депозитна система
Цей вид передбачає оренду велосипеда після внесення депозиту, який після поїздки і повернення велосипеда на станцію — повертається власникові. Депозит (кілька монет) свого роду є гарантією для велооператора, що велоорендар обов'язково поверне майно. Але оскільки депозити невеликі, така система має багато ризиків. Тому деякі веломережі переходять на кредитні депозити (з використанням платіжної картки), що дозволяє знизити ризики вандалізму, пошкодження велосипеда чи крадіжки.

#### Членство
Така система передбачає реєстрацію в програмі. Після цієї реєстрації отримується спеціальна членська картка за допомогою якої особи, що зареєстровані в програмі, ідентифікуються після кожного взяття у прокат і повернення велосипеда. Членська картка може бути як пластиковою (смарт-картка), так і електронною (на мобільному пристрої чи іншому носієві). Багато веломереж практикують після реєстрації перше безкоштовне використання велосипеда, або перші півгодини-годину. Зареєстрована особа повністю несе відповідальність за будь-які збитки або втрату, або інші ситуації. Якщо велосипед не повертається протягом певного часу, або повертається з істотною шкодою — оператор має право зтягнути з платіжної картки велосипедиста певні гроші, сума яких визначається залежно від ситуації.

## Види

### Велосипедна бібліотека
Велосипедна бібліотека (з англ. Bicycle library) — інноваційний проект системи спільного використання велосипедів, який з'явився у 1993 році у Великій Британії, а набув популярності на початку 21 століття. Інновація полягає в тому, що жителям і гостям міста надається можливість користуватися велосипедами, подібно до користування книгами в громадських бібліотеках. Зазвичай такі «бібліотеки» велосипедів є мобільними. Вони переміщується містом на двоповерхових автобусах і, на відміну від звичайної системи, бібліотечна має так званий асортимент — десятки велосипедів різного типу й виду: від міських до гірських, від механічних до електричних. Недоліком такої системи є швидка зношуваність велосипедів, оскільки і самі велосипеди у більшості є старими, а фінансування проекту, яке звично здійснюється за рахунок благодійних внесків, не дозволяє утримувати велосипеди в належному стані. Перевагою такої системи є й те, що всередині мобільного автобусу, крім самого велосипедного парку, можна знайти міні-бібліотеку з книгами на велосипедну тематику і навіть отримати консультацію велосипедного бібліотекаря, який може надати рекомендацію з обрання велосипеда згідно потреб.
Є безоплатні і частково платні системи (невелика символічна плата).
Розвиток велосипедного спорту веде за собою не тільки гарну фізичну форму жителів, але й їх дбайливе ставлення до екології, корисне дозвілля і зменшення випадків залежностей серед молоді.
Подібні велосипедні бібліотеки також існують у США, зокорема у Сан-Франциско, яка, окрім велосипедів, надає у прокат і запчастини до них.

### Партнерство

#### Партнерство з муніципальною владою

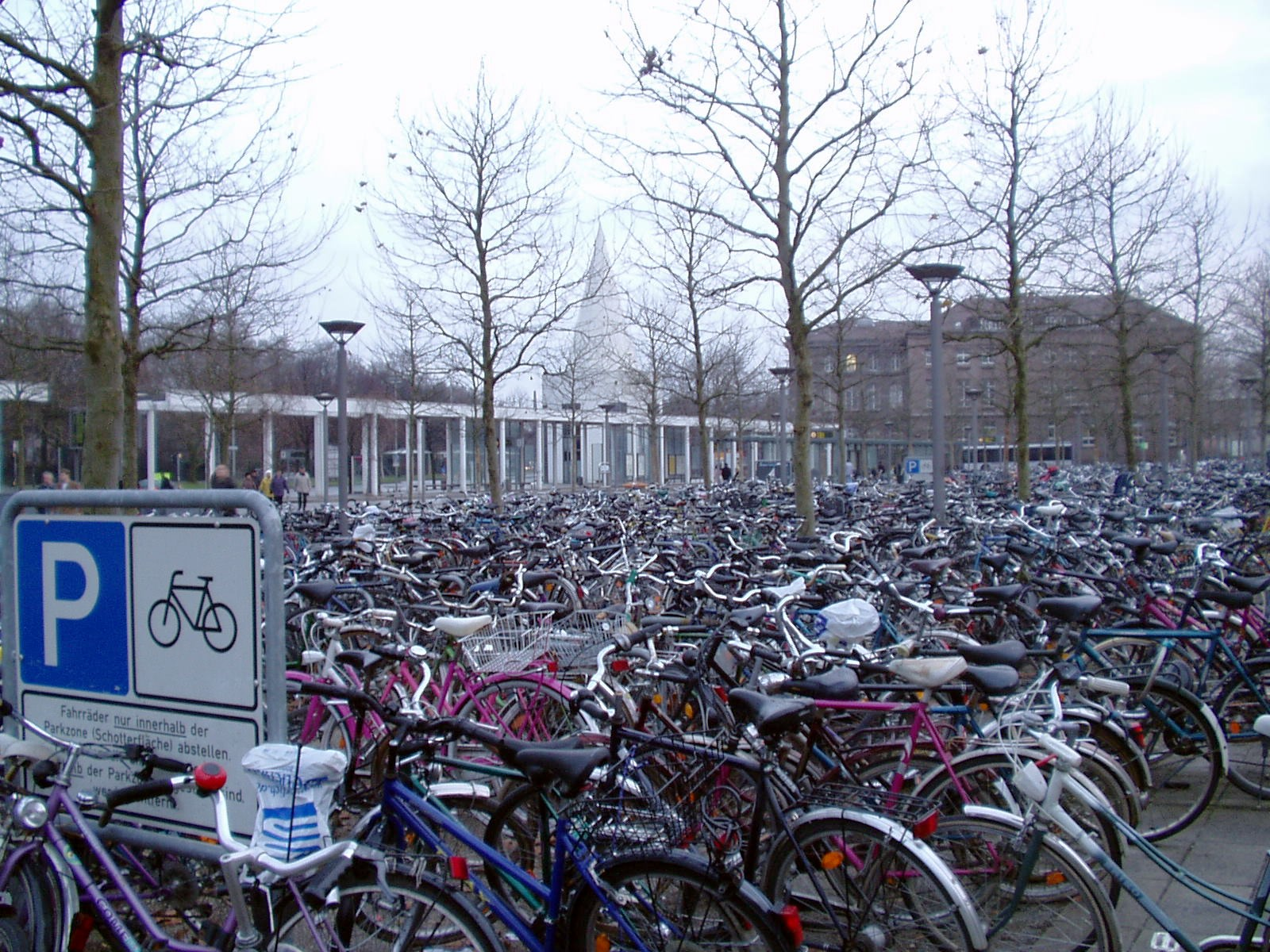
Велосипедний паркінг (Геттінген, Німеччина)

У рамках такого партнерства зацікавлений велооператор разом зі сторонами муніципальної влади, наприклад представником міської інфраструктури, представником міськтрансу тощо, створює спільну систему, за якої від велооператора вимагається відкрити робочі місця, надати обладнання (продукт) і т. д., а від представників муніципалітету надати місця для розташування станцій, обладнати велодоріжки для здійснення поїздок тощо. У деяких містах та країнах, як-от в Китаї, Колумбії чи Німеччині, до спільної системи можуть залучатися також метрополітен, залізниця та інші види транспорту.

#### Партнерство з приватними організаціями
Зазвичай велооператори заключають домовленості з операторами паркінгу чи паркувальних майданчиків, які надають можливість для зберігання самих велосипедів, зберігання автомобілів клієнтів, які взяли у прокат велосипед.

#### Партнерство з некомерційними організаціями
Прикладом такої системи партнерства є система City CarShare, яка запрацювала у США в 2001 році, і метою якої було зменшити автомобільні викиди до атмосфери, створивши відповідний автопрокат електромобілів. У 2012 році разом із провідним велооператором Сан-Франциска City CarShare заключила домовленості щодо інтеграції у велопарк електричних велосипедів, а саму систему спільного використання електроциклів відкрити у кінці 2012 року, надавши більше 40 велосипедів.

## Найбільші системи спільного використання велосипедів
| Мережа                        | Країна (місто)       |
| ----------------------------- | -------------------- |
| Hangzhou Public Bicycle       | Китай, Ханчжоу       |
| Isbike                        | Туреччина, Стамбул   |
| Tel-O-Fun                     | Ізраїль, Тель-Авів   |
| Tiruchirappalli Bicycle Share | Індія, Тіручирапаллі |
| YouBike                       | Тайвань, Тайбей      |

| Мережа               | Країна (місто)        |
| -------------------- | --------------------- |
| Melbourne Bike Share | Австралія, Мельбурн   |
| Nextbike             | Нова Зеландія, Окленд |

| Мережа      | Країна (місто)    |
| ----------- | ----------------- |
| Medina Bike | Марокко, Марракеш |

| Мережа   | Країна (місто)           |
| -------- | ------------------------ |
| Bike Rio | Бразилія, Ріо-де-Жанейро |

| Мережа              | Країна (місто)              |
| ------------------- | --------------------------- |
| Arcata Bike Library | США, Аркейт, Каліфорнія     |
| Bay Area Bike Share | США, Сан-Франциско          |
| Bike Share Toronto  | Канада, Торонто             |
| Bixi Montreal       | Канада, Монреаль            |
| Capital Bikeshare   | США, Вашингтон              |
| Capital Bixi        | Канада, Оттава              |
| Citi Bike           | США, Нью-Йорк               |
| Decobike            | США, Маямі                  |
| Divvy               | США, Чикаго                 |
| EcoBici             | Мексика, Мехіко             |
| Houston B-cycle     | США, Г'юстон                |
| Hubway              | США, Бостон                 |
| Indego              | США, Філадельфія            |
| Nice Ride Minnesota | США, Міннеаполіс, Міннесота |
| Pronto Cycle Share  | США, Сіетл                  |
| Red Bike            | США, Цинциннаті             |
| San Antonio B-Cycle | США, Сан-Антоніо            |
| SmartBike DC        | США, Вашингтон              |
| Sobi Hamilton       | Канада, Гамільтон, Онтаріо  |

| Мережа                       | Країна (місто)            |
| ---------------------------- | ------------------------- |
| Aarhus Bycykler              | Данія, Орхус              |
| BicikeLJ                     | Словенія, Любляна         |
| Bicing                       | Іспанія, Барселона        |
| BikeMi                       | Італія, Мілан             |
| BuBi                         | Угорщина, Будапешт        |
| Bycyklen                     | Данія, Копенгаген         |
| Call a Bike                  | Німеччина                 |
| Coca-Cola Zero Belfast Bikes | Велика Британія, Белфаст  |
| Citybikes                    | Фінляндія, Гельсінкі      |
| Dublinbikes                  | Ірландія, Дублін          |
| Oslo Bysykkel                | Норвегія, Осло            |
| OYBike                       | Велика Британія, Фарнборо |
| Santander Cycles             | Велика Британія, Лондон   |
| Sevici                       | Іспанія, Севілья          |
| Stockholm City Bikes         | Швеція, Стокгольм         |
| Styr & Ställ                 | Швеція, Гетеборг          |
| tBike                        | Румунія, Тімішоара        |
| ToBike                       | Італія, Турин             |
| Valenbisi                    | Іспанія, Валенсія         |
| Vélib'                       | Франція, Париж            |
| Vélivert                     | Франція, Сент-Етьєн       |
| Vélo'v                       | Франція, Ліон             |
| Vélopop'                     | Франція, Авіньйон         |
| Veturilo                     | Польща, Варшава           |
| Villo!                       | Бельгія, Брюссель         |
| ВелоБайк                     | Росія, Москва             |
| Велогород                    | Росія, Санкт-Петербург    |

## Bike-sharing в Україні
31 березня 2016 року у Львові було відкрито першу) систему спільного використання велосипедів з п'ятьма станціями і велопарком у 55 велосипедів. Оператором мережі стала німецька компанія Nextbike, яка обслуговує нині понад 100 міст по всьому світові. У 2017 році система стала повноцінною мережею з облаштованими вже 24 станціями муніципального велопрокату, 140 велосипедами та збудованими 100 кілометрами велодоріжок. У 2018 році планується збільшити кількість станцій.
15 серпня 2018 року Nextbike запустив прокат велосипедів у Києві.
 Всього відкрито 33 велостанції, вони знаходяться переважно у центрі міста і біля станцій метро. На станції можна взяти у прокат 100 велосипедів, їх кількість планують збільшити до 2000 штук до кінця наступного року. Для постійних клієнтів перші пів-години прокату будуть безкоштовними.

## Галерея

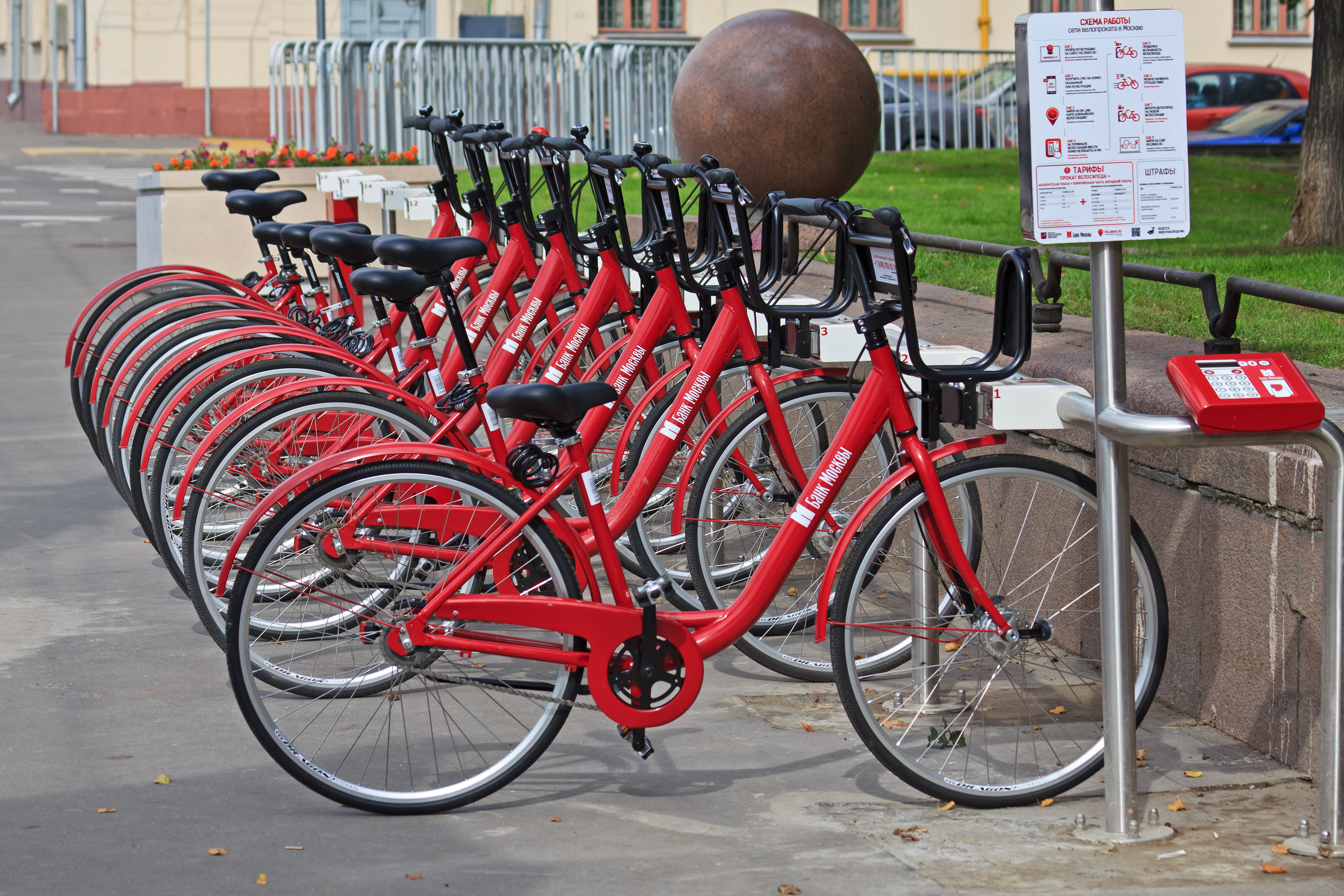
ВелоБайк (Росія, Москва)
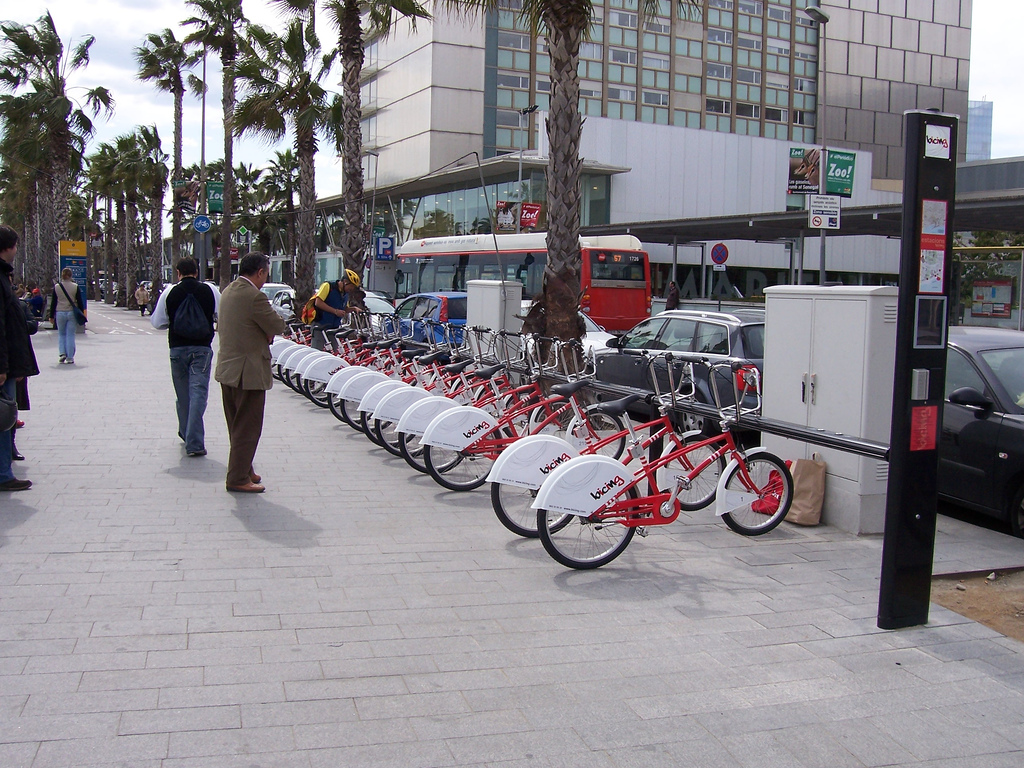
Bicing (Іспанія, Барселона)
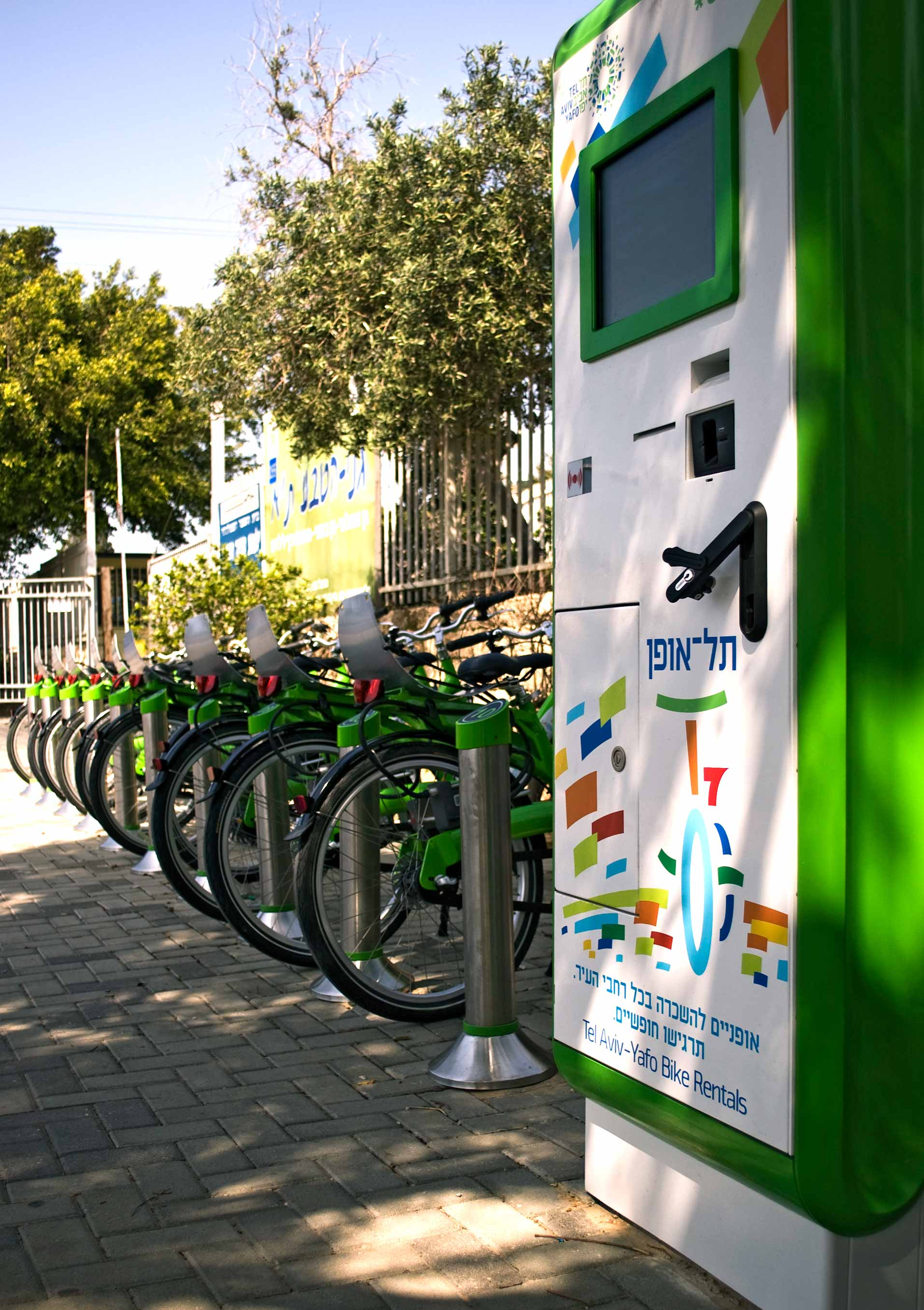
Tel-O-Fun (Ізраїль, Тель-Авів)
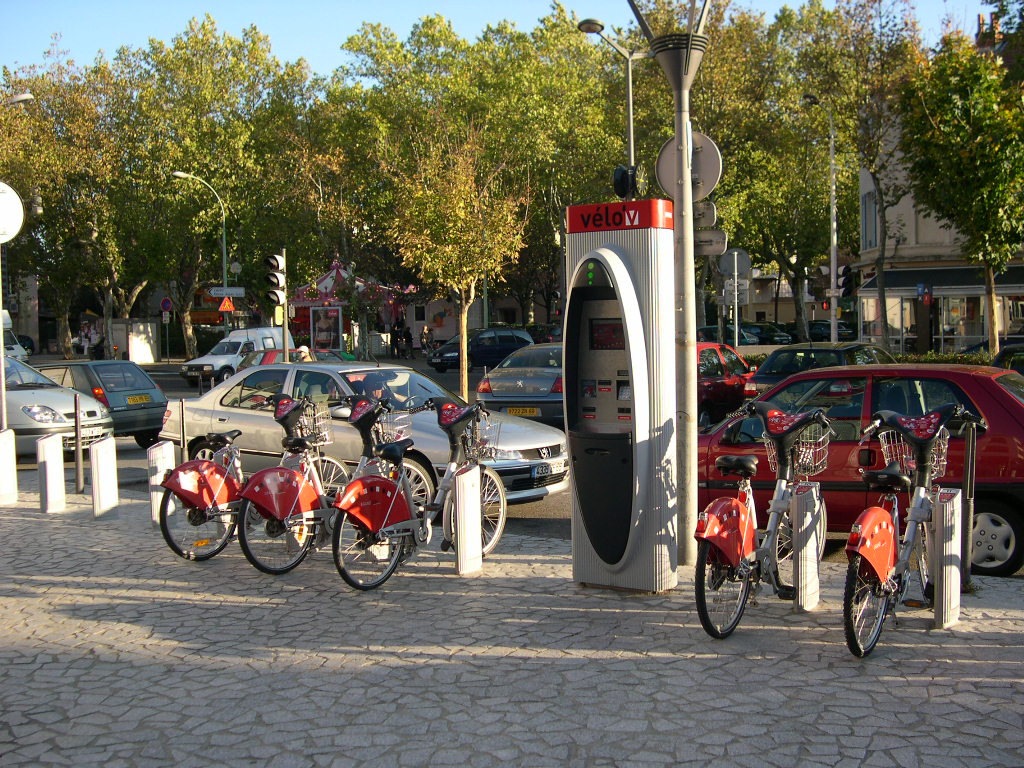
Vélo'v (Франція, Ліон)
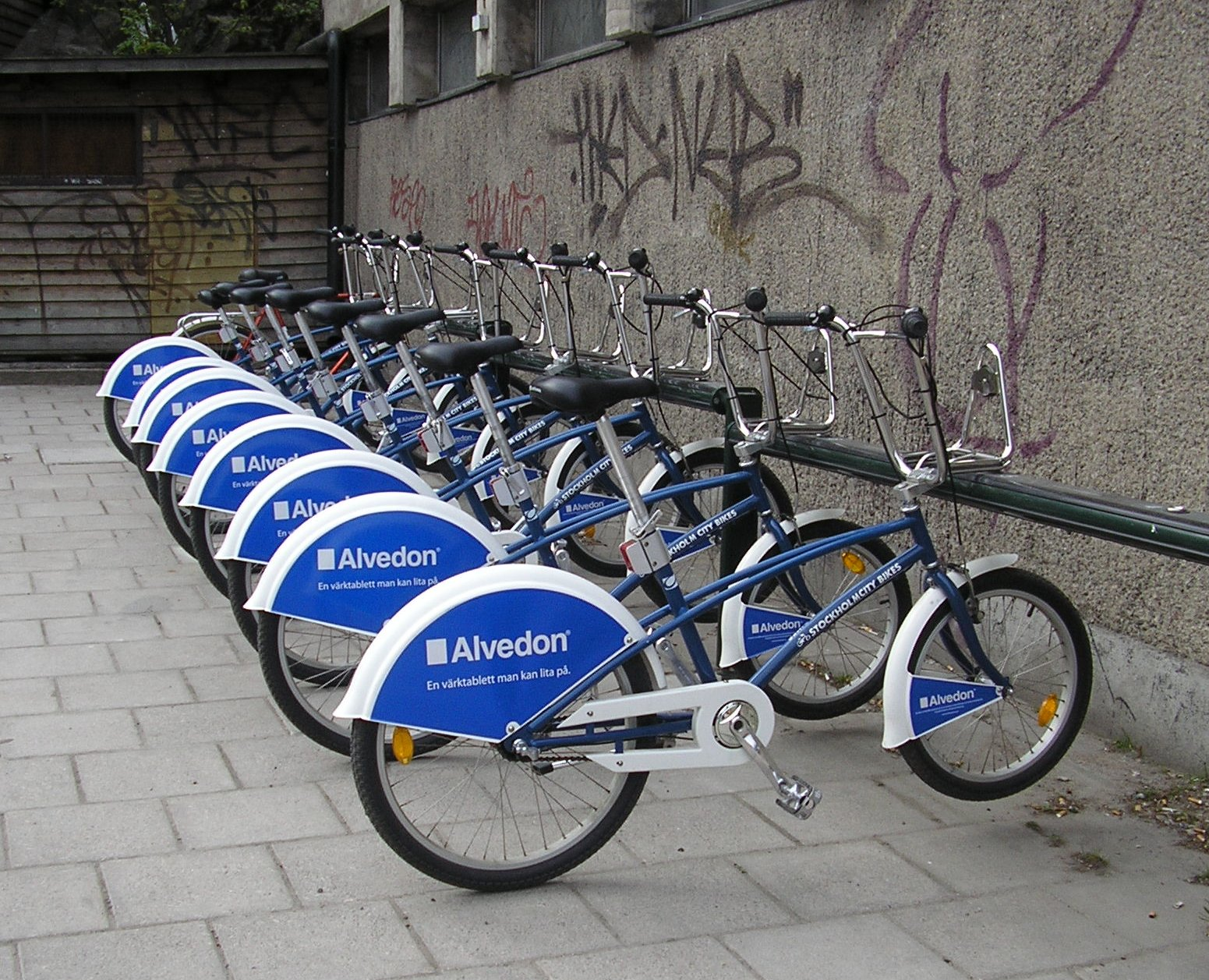
Stockholm City Bikes (Швеція, Стокгольм)
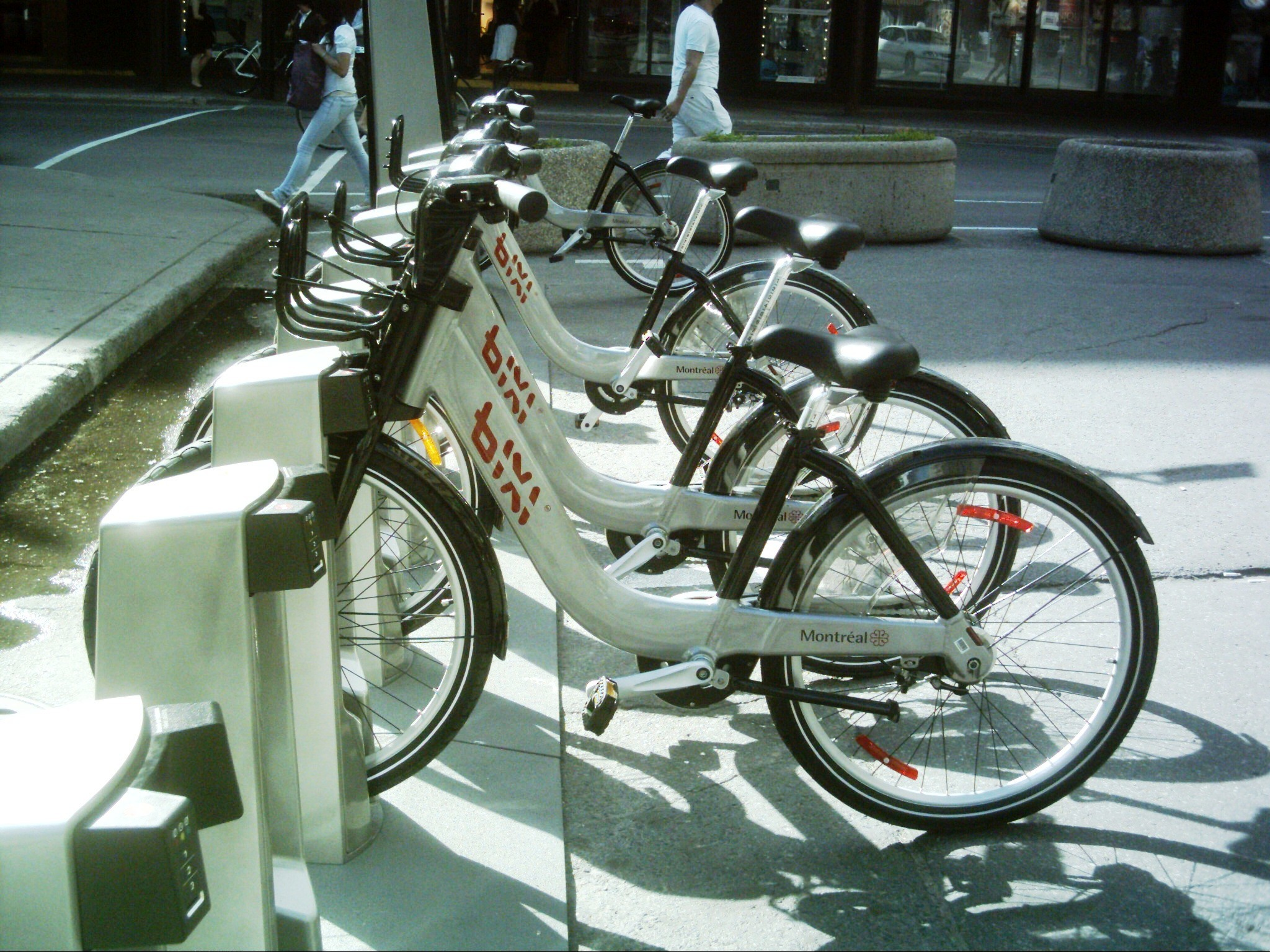
Bixi (Канада, Монреаль)
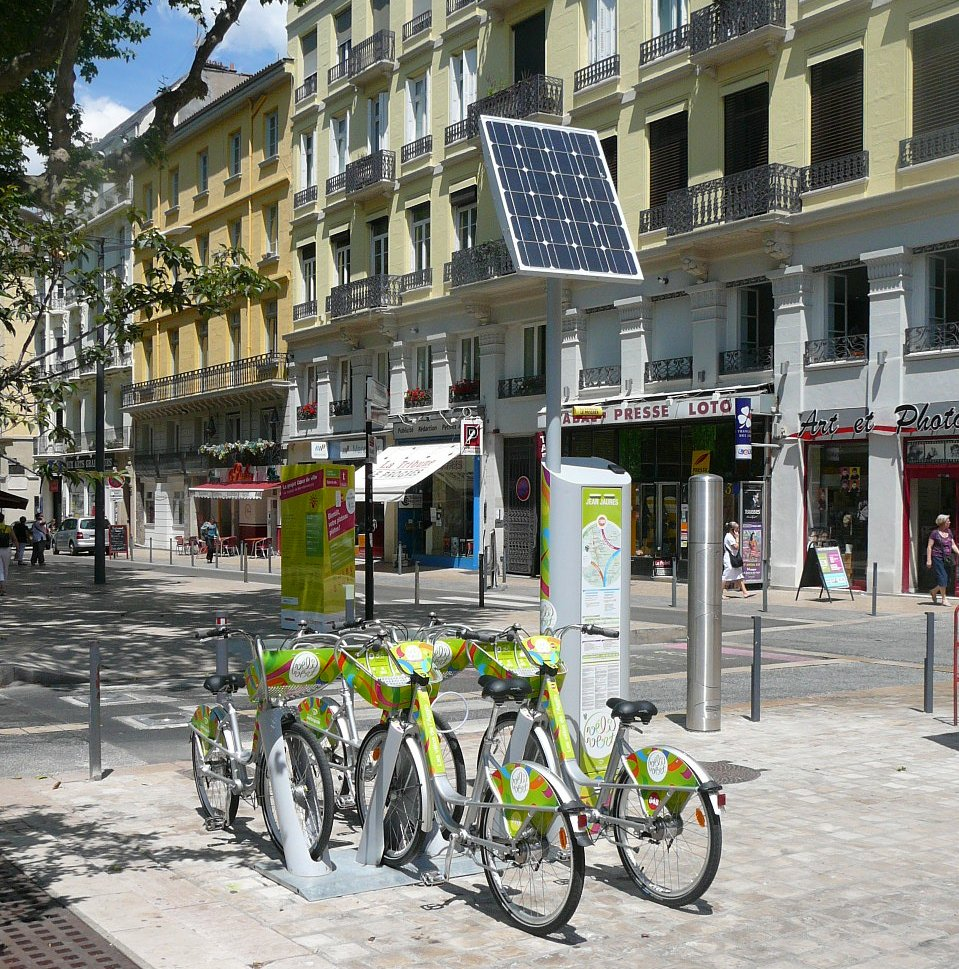
Vélivert (Франція, Сент-Етьєн)